# アークレイリ空港
アークレイリ空港（アークレイリくうこう、アイスランド語: Akureyrarflugvöllur）は、アイスランドの北部、アークレイリにある空港である。

## 歴史
エイヤフィヨルドに隣接するアークレイリへの航空交通は水上機によって担われていたが、1950年代に河口を埋め立てて滑走路が建設され、1954年12月に最初の飛行機が着陸した。当初、滑走路長は1000mであったが、後に1940mに、2009年には2400mに延長されている。

## 就航航空会社と就航都市
国内線はレイキャヴィーク、ケプラヴィークへの路線のほか、周辺の小都市へ向けた路線が運航されている。まれにではあるが、シェンゲン協定以外の国への便もあるため、出入国審査場は存在する。
2010年のエイヤフィヤトラヨークトルの噴火の際には、噴火の影響でケプラヴィーク国際空港が使用できなくなり、ケプラヴィーク発着の国際線の一部がアークレイリ空港を使用して運航された。
なお、国内線では通常手荷物検査は行われないが、ケプラヴィーク行きの乗客に限り、移動可能なX線検査機とテーブルを取り出し、手荷物検査が行われる。
その際は、ケプラヴィーク行きではない乗客も含め、全ての乗客が出発ロビーを出て、チェックインカウンターの方へ移動するように求められる。
| 航空会社           | 就航地                                                                     |
| ------------------ | -------------------------------------------------------------------------- |
| エア・アイスランド | レイキャヴィーク 季節運航:レイキャヴィーク/ケプラヴィーク                  |
| ノーランドエア     | グリムセイ、ソールスヘプン、ボプナフィヨルズル 季節運航:イトコルトルミット |
| トランサヴィア     | 季節運航チャーター便:ロッテルダム(2019年3月27日就航予定)                   |

## 利用状況
| 年   | 利用客数 | 利用客数 |
| 年   | 国内     | 国際     |
| ---- | -------- | -------- |
| 1996 | 137,842  | 4,760    |
| 1997 | 152,231  | 3,878    |
| 1998 | 181,234  | 2,222    |
| 1999 | 194,404  | 5,042    |
| 2000 | 189,743  | 1,271    |
| 2001 | 160,134  | 1,161    |
| 2002 | 155,164  | 1,898    |
| 2003 | 162,873  | 9,129    |
| 2004 | 172,588  | 2,636    |
| 2005 | 173,986  | 5,876    |
| 2006 | 186,517  | 15,440   |
| 2007 | 208,528  | 12,672   |
| 2008 | 209,114  | 12,645   |
| 2009 | 183,618  | 6,612    |